# موريس راسكن
موريس راسكن (بالإنجليزية: Morris Ruskin)‏ هو منتج أفلام أمريكي، ولد في 1954 في الولايات المتحدة.

## وصلات خارجية
- موريس راسكن على موقع IMDb (الإنجليزية)
- موريس راسكن على موقع قاعدة بيانات الفيلم (الإنجليزية)